# (4181) Kivi
(4181) Kivi (1938 DK1) – planetoida z pasa głównego asteroid okrążająca Słońce w ciągu 4,22 lat w średniej odległości 2,61 j.a. Odkryta 24 lutego 1938 roku.